# Zalavea, Mlîniv
Zalavea (în ucraineană Залав'я) este un sat în comuna Ostrojeț din raionul Mlîniv, regiunea Rivne, Ucraina.

## Demografie
Componența lingvistică a localității Zalavea
     Ucraineană (99,18%)
     Alte limbi (0,82%)
Conform recensământului din 2001, majoritatea populației localității Zalavea era vorbitoare de ucraineană (99,18%), existând în minoritate și vorbitori de alte limbi.